# 龚显曾
龚显曾（1841年—1885年8月22日），字毓沂，号咏樵，福建晋江县人，清代文人。
祖父龚维琳。道光二十一年（1841年）生，幼時能提腕作大字，咸豐九年與許祖淓、陳棨仁、黃梧陽等文人雅士組織桐陰吟社，刊印《桐陰吟社甲乙編詩集》。同治二年（1863年）进士，授翰林院编修。數年後退隐家居，主講於清源书院。自幼即嗜书如命，未尝一日廢書。工於骈文。好金石之學，和同邑的楊浚、陳棨仁常在一起摩挲鼎彜、搜剔碑刻。他曾說:“每見一古刻必喜而走告，互相考證。”光绪九年(1883年)，法越战事起，团练大臣林寿图奏请为襄办。光绪十一年（1885年），积劳成疾，七月十四日卒。著有《薇花吟馆诗存》、《亦园脞读》、《 金藝文志補錄》、《龔顯曾叢抄》等。